# Hřídelecký potok
Hřídelecký potok vytéká z přírodního koupaliště Paloučka v obci Hřídelec v nadmořské výšce 376 m, dále pokračuje skrz lesík do vesnice pískovcovým korytem, kde se do něj po cestě přidává jedna studánka sv. Ján a přepad z hasičské nádrže.
Od tohoto místa je potok schován pod zemí a na povrch vystupuje asi po 1 km, kde vtéká do rybníka Roklička. O 150 m dál z něho zase vytéká a pokračuje dál lesem. U hlavní silnice směr Lázně Bělohrad - Choteč se do něj vlévá nepojmenovaný přítok z okolních luk. Dále pokračuje do rybníka Zhoř, který leží asi 500 m od Lázní Bělohrad.
Než se však dostane do tohoto rybníka, tak s k němu přidá ještě dalších pár potůčků. Z už zmíněného rybníka vytéká ještě pod názvem Hřídelecký potok, ale asi po 200 m se vlévá do říčky Heřmanka poblíž města Lázně Bělohrad. A tady v nadmořské výšce 288 m končí jeho asi čtyřkilometrové putování.
Plocha povodí Hřídeleckého potoka je 5,18 km².